# Kolyma-Wasserkraftwerk

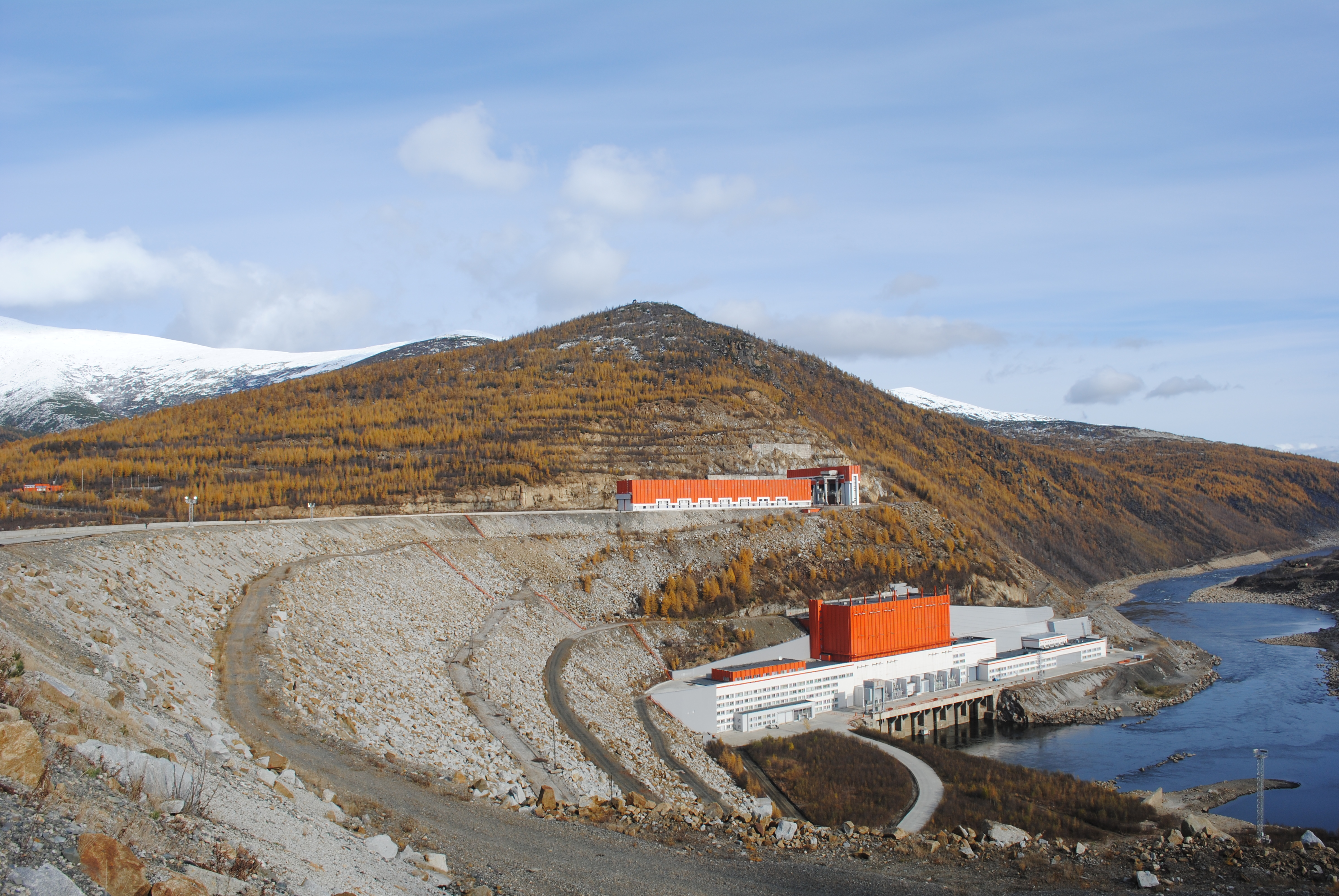
Blick über den Kolyma-Staudamm mit Wasserkraftwerk

Das Kolyma-Wasserkraftwerk „J. I. Frischter“ (russisch Колы́мская гидроэлектроста́нция имени Ю. И. Фриштера/ Kolymskaja gidroelektrostanzia imeni Ju. I. Frischtera) liegt am Fluss Kolyma oberhalb der Siedlung städtischen Typs Sinegorje im Jagodninski rajon der Oblast Magadan in Russland. Es ist der bedeutendste Stromerzeuger der Region, weil es etwa 95 % der in Magadan genutzten Elektrizität erzeugt. Das Kraftwerk stellt die obere Stufe der Kolyma-Kaskade dar und wurde 1994 als bisher einzige fertiggestellt. 177 Flusskilometer abwärts begann 1991 der Bau des etwas kleineren Ust-Srednekansker Wasserkraftwerkes, dessen Abschluss für 2016 geplant ist. Der Bau des Kolyma-Wasserkraftwerkes wurde unter den harten klimatischen Bedingungen der Permafrostzone 1970 aufgenommen. Es hat den höchsten Schüttstaudamm Russlands, gleichzeitig ist es das leistungsstärkste Kavernenkraftwerk des Landes. Es befindet sich im Besitz von Kolymaenergo, einer Tochtergesellschaft von RusHydro. Seit 2010 trägt das Kraftwerk den Namen seines Bauleiters und ersten Direktors Juri Iossifowitsch Frischter (1928–2010).

## Lage und Umweltbedingungen
Das Kolyma-Wasserkraftwerk liegt 1854 km von der Mündung des Flusses entfernt bei den Kolyma-Stromschnellen, die heute durch das Wasser des Stausees überflutet sind. Beim Wasserkraftwerk fließt die Kolyma durch eine Schlucht mit steilen Abhängen. Vor dem Bau des Wasserkraftwerkes war dieses Gebiet völlig abgelegen – die nächste Straße, die Kolyma-Trasse, führte in einem Abstand von ungefähr 40 km daran vorbei. Beim Kraftwerk ist der Abfluss der Kolyma stark schwankend. Ein großer Teil des Abflusses erfolgt im Sommer und Herbst, wo die Kolyma zweimal hohe Wasserstände erreicht: einmal nach der Schneeschmelze mit dem höchsten Wasserstand im Juni und das zweite Mal bei Sommer- und Herbstregen zwischen August und September. In die warme Jahreszeit fallen 95 bis 97 % des Abflusses. Im Winter kommt der Abfluss mit auf 3 bis 5 m³/s praktisch zum Erliegen, der kleinste gemessene Abfluss betrug 0,3 m³/s. Der durchschnittliche jährliche Abfluss beträgt beim Kraftwerk 461 m³/s, was einem durchschnittlichen Volumenstrom von 14,2 km³ pro Jahr entspricht. Als größtes Bemessungshochwasser der Anlage beträgt 20.900 m³/s – es soll höchstens alle 10.000 Jahre erreicht werden. Der maximale beobachtete Abfluss wird auf 12.200 m³/s geschätzt. In der Regel gefriert die Kolyma Anfang Oktober, in der zweiten Maihälfte bricht das Eis wieder auf. Im Jahresdurchschnitt ist der Fluss an 200 bis 270 Tagen zugefroren.
Das Klima ist stark kontinental, mit sehr kalten Wintern und mäßig warmen Sommern. Die jährliche Amplitude der Lufttemperatur erreicht 98 °C: die minimale Temperatur im Winter liegt bei −62 °C, die maximale Sommertemperatur bei +36 °C. Die Heizperiode dauert 270 Tage. Der durchschnittliche jährliche Niederschlag beträgt 449 mm, die relativ gleichmäßig über das Jahr verteilt sind. Für die Region des Kolyma-Kraftwerks sind im Winter nahezu konstanter Winde typisch, die einen hohen Windchill bedingen.
Das Kraftwerk liegt auf stark gebrochenen Graniten, die mit einer Schicht aus lockeren Sedimenten mit einer Dicke von 3 bis 20 m bedeckt ist. Im Flussbett liegen Alluvialsedimente mit einer Dicke von 2 bis 5 m. Die umgebenden Berge befinden sich in einem Zustand von Permafrost bis in eine Tiefe von 300 m, mit Ausnahme des Flussbettes, wo es durchgehenden Niefrostboden gibt. Die seismische Aktivität der Region erreicht die siebente Stufe auf der Medwedew-Sponheuer-Kárník-Skala.

## Aufbau des Kraftwerkes
Das Wasserkraftwerk ist als Talsperre mit einer Mitteldruckzentrale angelegt. Es besteht aus einem Steinschüttdamm mit Wasserentnahme und Überlauf und einer Kavernenzentrale. Die unterirdischen Anlagen haben eine Gesamtlänge von 7,2 km und ein Aushubvolumen von 425.000 m³. Die installierte Leistung der Kraftwerke beträgt 900 MW, die garantierte Leistung 224 MW, jährlich werden durchschnittlich 3,325 Milliarden kWh elektrische Energie ins Verbundnetz eingespeist.

### Hochwasserentlastung

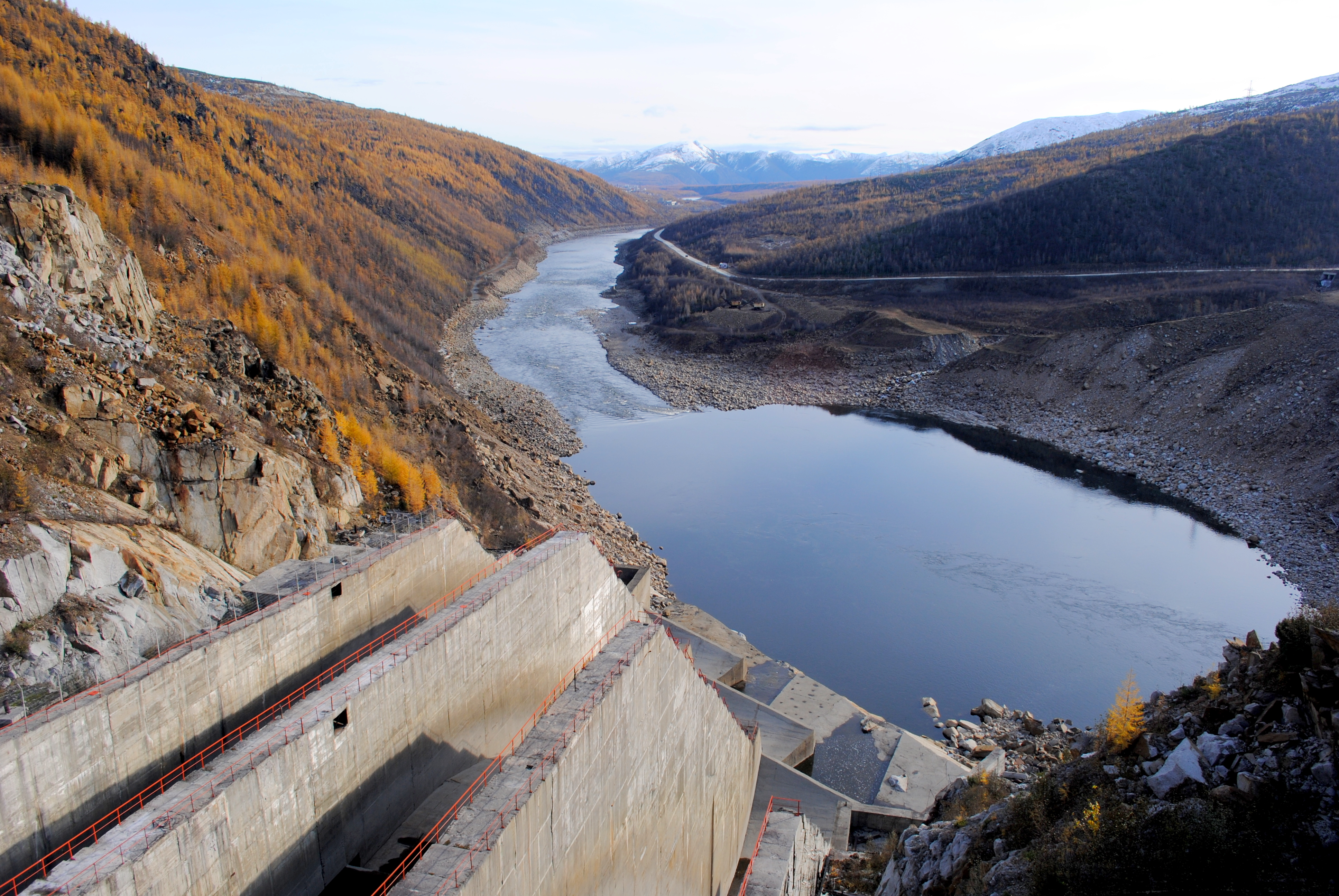
Schussrinne und Auffangbecken der Hochwasserentlastung

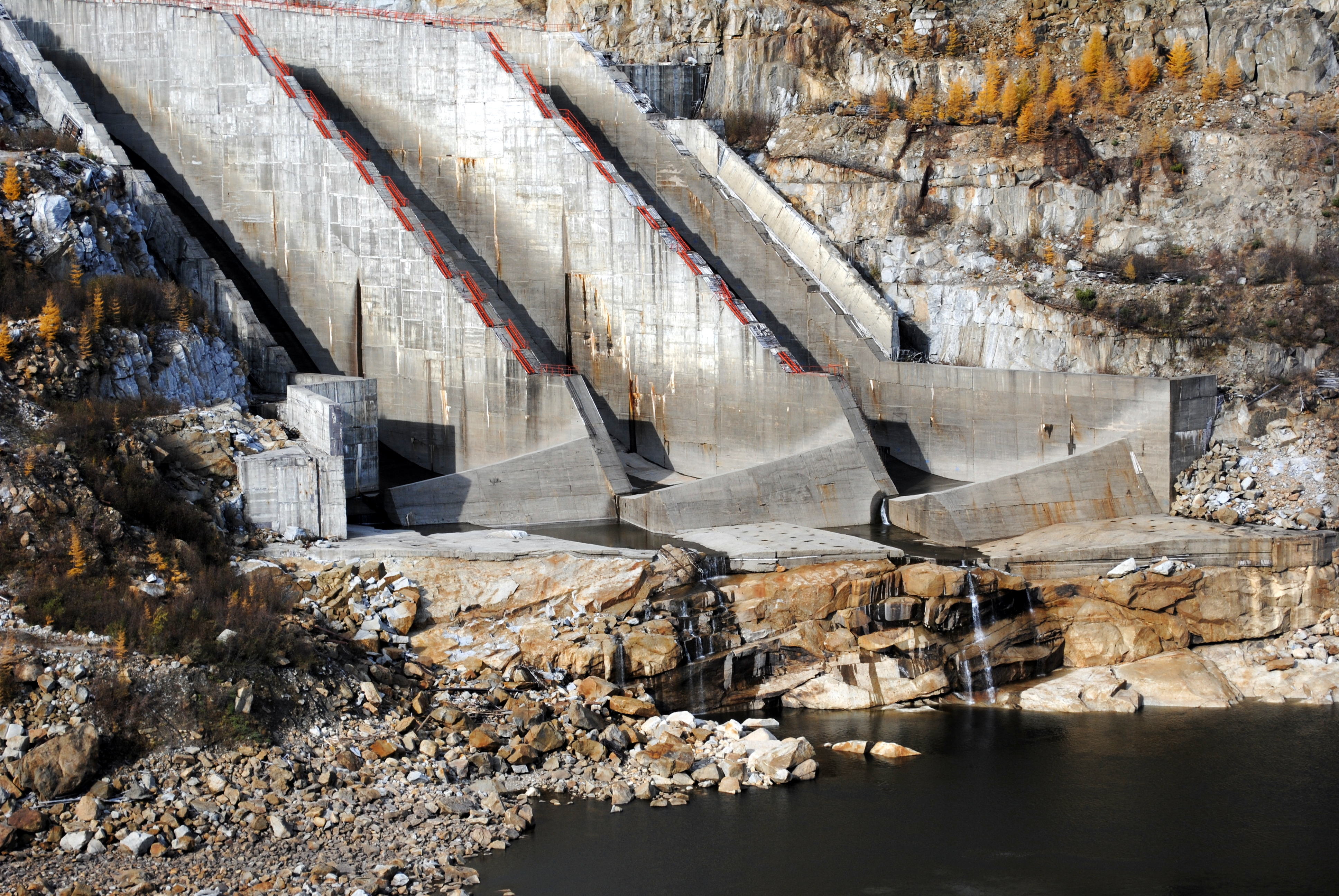
Endabschnitt der Hochwasserentlastung mit Sprungschanzen

Die Hochwasserentlastung des Wasserkraftwerkes ist oberflächengeführt, liegt am Ufer links des Dammes in einer felsigen Vertiefung und grenzt an den Wasserzulauf des Krafthauses, mit dem er sich einen gemeinsamen Versorgungskanal teilt. Die Durchlaufkapazität der Hochwasserentlastung beträgt 11.300 m³/s. Sie ist aus Beton, hat drei Öffnungen und Schussrinnen, die in Sprungschanzen enden. Jede der drei Öffnungen der Hochwasserentlastung hat eine Breite von 13 m und wird mit einem 21 m hohen Schieber verschlossen. Die Bedienung der Sperrschieber erfolgt mit Winden von je 200 t Hubkraft, es existieren zwei Winden pro Schieber. Die Winden sind in einem speziellen Raum auf der Brücke installiert. Es gibt auch drei flache Reparaturschieber, die vor den Verschlussschiebern platziert sind und die mit einem Portalkran bewegt werden. Die Schussrinnen sind durch Pfeiler voneinander getrennt und beginnen in verschiedenen Höhen, die höchste befindet sich links unter der Nummer 1. Die Länge der Rinnen ist unterschiedlich, die längste ist Nummer 1 mit 220 m. Der Endabschnitt der Hochwasserentlastung ist mit Schanzen ausgestattet, die so im Winkel zu Schussrinne liegen, dass die Strömung gebrochen wird und das Wasser durch ein Auffangbecken in das Flussbett geleitet werden kann, wo auch die kinetische Energie vernichtet wird.
Während des Baus des Kraftwerkes wurde eine vorübergehende Hochwasserentlastung installiert, die am rechten Ufer auf der Basis der Staumauer errichtet wurde. Ihre Gesamtlänge beträgt 1060 m. Sie besteht aus einem 300 m langen Zuflusskanal, einem Überfallkopf in Turmform mit vier Öffnungen, einem Stahlbetonrohr mit einer Länge von 350 m, einer Breite von 22 m und einer Höhe von 29,5 m, einem 360 m langen gekrümmten Abflusskanal, Tosbecken und einem Ablaufboden aus Beton. Die Durchflusskapazität der temporären Hochwasserentlastung beträgt 10.700 m³/s. Ihr Bau dauerte acht Jahre, er verschlang 400.000 m³ Beton (das sind 30 % des gesamten Betonverbrauchs beim Bau des Wasserkraftwerkes), die geschätzten Kosten betrugen 80 Millionen Rubel zu Preisen des Jahres 1984. Der Einsatz der temporären Hochwasserentlastung im Dauerbetrieb des Kraftwerkes ist nicht vorgesehen, sie ist derzeit zubetoniert. Diese Entscheidung in Bezug auf einen solch komplexen und kostspieligen Bau wird von einigen Experten heute als Planungsfehler betrachtet.

### Krafthaus

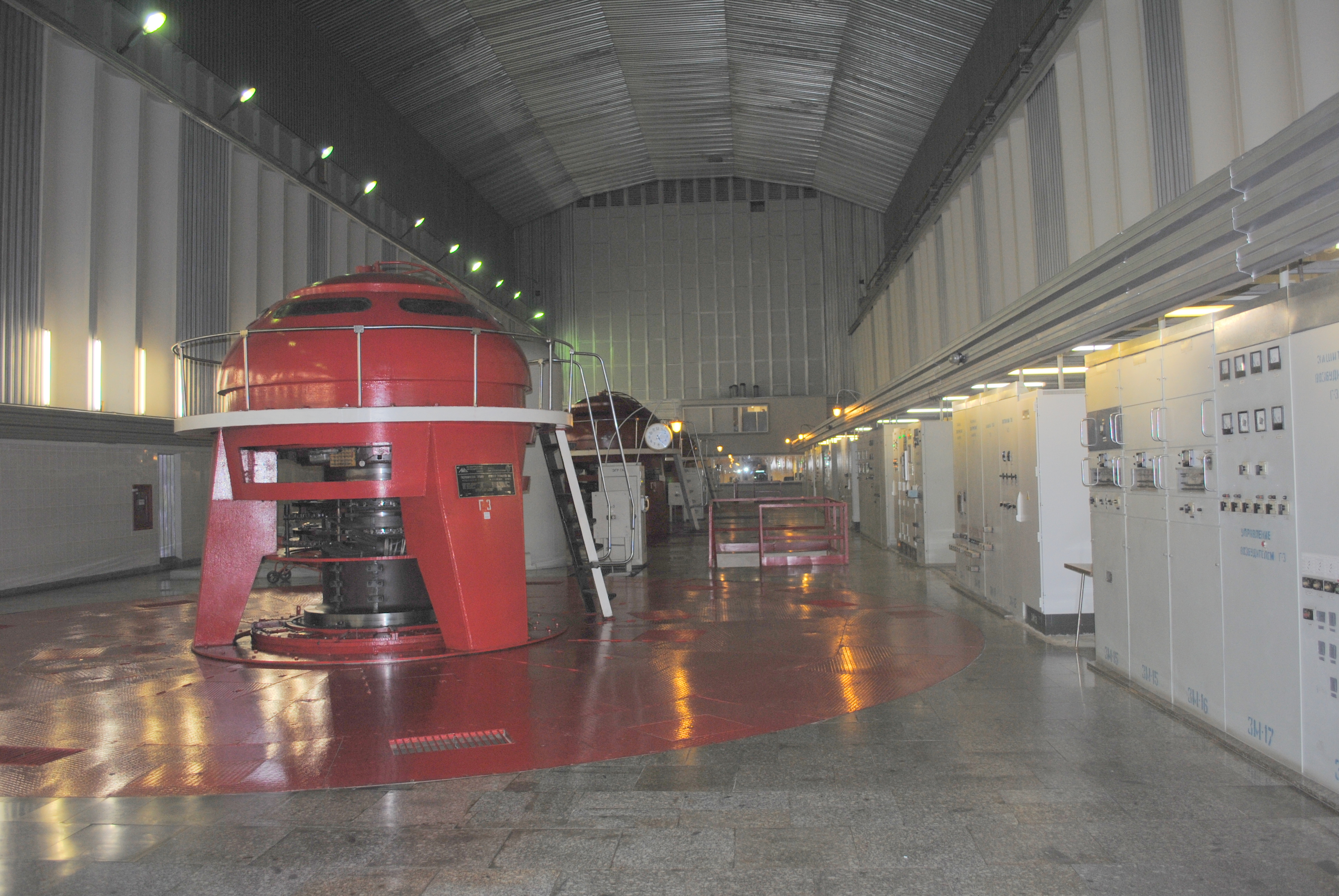
Generatorensaal

Die Kavernenzentrale des Kraftwerks ist am linken Ufer der Schlucht in den Fels gebrochen. Sie hat eine Länge von 130 m und eine Breite von 24 m. Es sind fünf Maschinensätze mit einer Leistung von je 180 MW aufgestellt. Vier davon sind mit Diagonal-Turbinen des Typs PLD-45-2256W-420 ausgeführt, einer ist mit einer Francis-Turbine des Typs RO-868M-W-410 ausgerüstet. Die Turbinen arbeiten mit einer Fallhöhe von 108 m und treiben Generatoren des Typs SW 812/240-28UHL4 an. Sie wurden im Leningrader Metallurgischen Werk hergestellt, der Hersteller der Generatoren ist Sibirelektrotjaschmasch. Die Kaverne ist über einen 300 m langen Transporttunnel und einen Aufzugschacht erreichbar.
Das Wasser wird durch fünf 262 m lange Druckstollen, die einen Durchmesser von 6 m haben, den Turbinen zugeführt. Die Wasserentnahme aus dem Stausee befindet sich am linken Ufer in der Nähe der Hochwasserentlastung. Das Einlaufbauwerk schließt sich an den Damm an und wird von ihm durch eine Stützmauer getrennt. Er ist in fünf 18 m breite Abschnitte unterteilt, an die sich die Druckstollen anschließen. Zur Ausstattung des Wasserzulaufs gehören flache Notschieber, Wartungsschieber und Wasserrechen. Die Notschieber werden mit Hydraulikzylindern angetrieben. Die Ausrüstung ist in einem beheizten Gebäude untergebracht, das auch einen Hallenkran mit einer Tragkraft von 200 t besitzt. Während des zeitweisen Betriebes des Wasserkraftwerks bei reduziertem Druck wird ein Ersatzwasserzulauf und die Ersatzdruckstollen für die ersten drei Aggregate verwendet. Wenn der Ersatzzulauf stillgelegt und geflutet wird, werden die Ersatzdruckstollen mit Betonpfropfen geschlossen.